# Laura Nader
Laura Nader Milleron (1930, Winsted (Connecticut) es una profesora universitaria, y catedrática estadounidense de origen libanés de antropología de la Universidad de Berkeley, desde 1960. Se graduó en Estudios Latino-Americanos por el Wells College de Aurora, NY, en 1952. Recibió su Ph.D. en antropología por el Radcliffe College en 1961. Su formación incluyó trabajos de campo en un pueblo zapoteca, en Oaxaca, México, lo que provocó su interés en las leyes vigentes en varias sociedades. El defensor de los consumidores Ralph Nader, es el hermano menor de la autora.

## Premiaciones
- Morgan Spanish Prize, Wells College-Entrevista con Laura Nader
- Wells College Alumnae Award, Wells College
- Radcliffe College Alumnae Award
- Harry Kalven Prize (1995), Law and Society Association-Kalven Prize
- American Anthropological Association, Distinguished Lecture Award (2000), American Anthropological Association-Palestra

## Algunas publicaciones

### Libros
- Laura Nader; Duane Metzger (1962). Conflict resolution in two Mexican communities. S.l. : s.n. 10637168.
- Laura Nader (1964). The ethnography of law. Stanford, Calif.: Center for Advanced Studies in the Behavioral Sciences. 8869632.
- Laura Nader (1964). Talea and Juquila; a comparison of Zapotec social organization. University of California Press. 2958459.
- Laura Nader (1965). The ethnography of law. Menasha, Wisconsin: American Anthropological Association. 3075225.
- Laura Nader; Wenner-Gren Foundation for Anthropological Research (1969). Law in culture and society. Chicago: Aldine Publishing Company. 59266.
- Laura Nader; Thomas Maretzki; Center for Advanced Study in the Behavioral Sciences  (Stanford, Calif.) (1973). Cultural illness and health; essays in human adaptation. Washington: American Anthropological Association. 741222.
- Laura Nader; University of California, Berkeley. Dept. of Anthropology (1976). The Kroeber Islanders ; a handbook of anthropology at Berkeley. University of California, Dept. of Anthropology. 29557308.
- Laura Nader (1977). The problem of order in a faceless society. s.l. : s.n. 4865456.
- Laura Nader; Harry F Todd (1978). The Disputing process : law in ten societies. Nueva York: Columbia University Press. ISBN 0231045360.
- Laura Nader (julio de 1980). Energy Choices in a Democratic Society. National Academy of Sciences. ISBN 0309030455.
- Laura Nader (agosto de 1981). No Access to Law: Alternatives to the American Judicial System. Academic Press. ISBN 0125135629.
- Gary B Melton; Laura Nader (1986). The law as a behavioral instrument. University of Nebraska Press. ISBN 0803231008.
- Laura Nader (1990). Harmony ideology : justice and control in a Zapotec mountain village. Stanford University Press. ISBN 0804718091.
- Laura Nader (1992). The Cheyenne way : conflict and case law in primitive jurisprudence : K.N. LLewellyn and E. Adamson Hoebel : notes from the editors. Delran, New Jersey: The Legal Classics Library. 28897832.
- Laura Nader (1994). Essays on controlling processes. Berkeley, CA: Kroeber Anthropological Society. 31980852 –Reimpresso em 1996 (36139409), 2002 (50922612) e 2005 (68178289)..
- Laura Nader (1996). Naked science : anthropological inquiry into boundaries, power, and knowledge. Nueva York: Routledge. ISBN  0415914647.
- Laura Nader (1997). Law in culture and society. University of California Press. ISBN 0520208331.
- Laura Nader (2002). The life of the law : anthropological projects. University of California Press. ISBN 0520229886 –Reimpresso em 2005 (ISBN 0520231635)..
- Ugo Mattei; Laura Nader (2008). Plunder:  When the Rule of Law is Illegal. Blackwell Publishers. ISBN 978-1-4051-7894-5. impreso en 2008 ISBN 978-1-4051-7894-5.
- Laura Nader (2010). The Energy Reader. Wiley-Blackwell Publishers. ISBN 1405199849.
- Laura Nader (2012). Culture and Dignity: Dialogues Between the Middle East and the West. Wiley-Blackwell Publishers. ISBN 111831901X.

## Filmografía
- Laura Nader (1966) To Make the Balance 33 min
- Laura Nader (1980) Little Injustices- Laura Nader Looks at the Law 60 min
- Laura Nader (2011) Losing Knowledge: Fifty Years of Change 40 min

## Familia
Sus padres, Nathra y Rose Nader, eran inmigrantes árabes libaneses. Su padre trabajaba en una fábrica textil cercana y en cierto momento fue dueño de una panadería y restaurante donde animaba a sus clientes en discusiones sobre cuestiones políticas. Tenía tres hermanos:
- Shafeek Nader (1926–1986) el hermano mayor de Nader y el fundador de La Fundación Shafeek Nader por el Interés Comunitario. Murió de cáncer de próstata en 1986.[4]
- Ralph Nader (1934) el hermano menor, abogado y activista[5]
- Claire Nader (1928) también doctora, fundadora del Council for Responsible Genetics.[6]